# Йохана Магдалена фон Ханау
Йохана Магдалена фон Ханау-Лихтенберг (на немски: Johanna Magdalene fon Hanau-Lichtenberg; * 18 декември 1660 в Бишофсхайм ам Хоен Щег; † 21 август 1715 в Ханау) е графиня от Ханау-Лихтенберг и чрез женитба господарка на Бройх, Оберщайн и Бюргел.
Тя е дъщеря на граф Йохан Райнхард II (1628 – 1666) от Графство Ханау-Лихтенберг и пфалцграфиня Анна Магдалена фон Пфалц-Цвайбрюкен-Биркенфелд (1640 – 1693), дъщеря на пфалцграф Христиан I фон Пфалц-Биркенфелд-Бишвайлер и Магдалена Катарина. 
Тя умира на 21 август 1715 г. на 54 години и е погребана в църквата Св. Мария в Ханау.

## Фамилия
Йохана Магдалена се омъжва на 5 или 13 декември 1685 г.  в дворец Бабенхаузен за Йохан Карл Август фон Лайнинген-Дагсбург (* 17 март 1662; † 3 ноември 1698), граф фон Лайнинген и чрез наследство господар на Бройх, Оберщайн и Бюргел (1688 – 1698). Те имат децата:
- Анна Доротея Шарлота (* 11 август 1687; † млада)
- Александрина Катарина (* 21 август 1688; † ноември 1708)
- София Магдалена (* 14 април 1691; † 18 март 1727)

∞ 1 септември 1713 в дворец Бройх за Йохан Карл Лудвиг (1686 – 1740), син на граф Фридрих Вилхелм фон Салм-Грумбах (1644 – 1706) и съпругата му графиня Луиза фон Лайнинген (1654 – 1723)
- Мария Кристина Фелицитас (* 29 декември 1692; † 3 юни 1734)

∞ 4 декември 1711 за принц Христоф (1684 – 1723), син на маркграф Фридрих VII фон Дурлах (1647 – 1709) и съпругата му принцеса Августа Мария фон Шлезвиг-Холщайн-Готорп (1649 – 1728)
∞ 29 май 1727 за Йохан Вилхелм (1666 – 1729), син на граф Йохан Георг I фон Саксония-Айзенах (1634 – 1686) и съпругата му графиня Йоханета фон Сайн-Витгенщайн (1626 – 1701)
- Вилхелм Кристиан Райнхард (* 30 ноември 1693; † 1 декември 1693)
- Кристиан Карл Райнхард (* 7 юли 1695; † 17 ноември 1766)

∞ 27 ноември 1726 г. за графиня Катарина Поликсена фон Солмс-Рьоделхайм (1702 – 1765), дъщеря на граф Лудвиг фон Солмс-Рьоделхайм (1664 – 1716) и съпругата му графиня Шарлота Сибила фон Алефелдт-Риксинген (1672 – 1716)
- Йохан Лудвиг Вилхелм (* 5 април 1697; † ноември 1742)

∞ ок. 1730 за София Елеонора (1710 – 1768), дъщеря на граф Емих Леополд фон Лайнинген (1685 – 1719) и съпругата му графиня Шарлота Амалия фон Лайнинген (1682 – 1729)